# Pseudoelemente
Als Pseudoelemente oder Pseudoatome bezeichnet man in der Chemie solche Atomgruppen, deren chemische Eigenschaften einer charakteristischen Gruppe von Elementen im Periodensystem ähneln (z. B. den Halogenen).
Die vergleichbaren Eigenschaften resultieren aus der gleichen elektrischen Ladung im anionischen Zustand, wobei diese Ladung im Fall des Pseudoelementanions weitgehend symmetrisch verteilt sein muss. Dies lässt sich über das elektrische Dipolmoment der betreffenden Anionen feststellen; je kleiner dieses ist, desto symmetrischer ist die Ladung verteilt.
Beispiele hierfür sind die Pseudohalogene oder das Ammoniumion (NH4+) als Pseudoalkalimetall.
Siehe auch: Grimmscher Hydridverschiebungssatz